# Boeica glandulosa
Boeica glandulosa är en tvåhjärtbladig växtart som beskrevs av Brian Laurence Burtt. Boeica glandulosa ingår i släktet Boeica och familjen Gesneriaceae. Inga underarter finns listade i Catalogue of Life.